# Alvin Bai Ran Leong
Alvin Bai Ran Leong (ur. 1991) – singapurski zapaśnik walczący w stylu wolnym. 
Brązowy medalista mistrzostw Azji Południowo-Wschodniej w 2023 i 2025 roku.